# 데포르티보 코레아노
데포르티보 코레아노(스페인어: Club Deportivo Coreano)는 아르헨티나의 축구팀으로 2005년 3월 11일 설립되었다. 부에노스아이레스주의 로보스가 연고지이다. 현재 4부 리그인 토르네오 아르헨티노 B의 E 지역(Zona E) 그룹에 속해있다.
창단 첫해에 지역 리그에서 우승을 차지하며 5부 리그격인 토르네오 아르헨티노 C에 진출하였고, 여기에서 우승하면서 2007/08 시즌엔 4부 리그까지 승격하였으나, 극심한 재정난으로 7위에 머무르면서 가까스로 잔류에 성공하였다.

## 참고
1. ↑  “THE STADIUM” (영어). Club Deportivo Coreano.[깨진 링크(과거 내용 찾기)]

## 같이 보기
- FC 코리아